# Nicopole, Epir
Nicopole (însemnând în greacă orașul victoriei) sau Actia Nicopolis este un oraș antic în Epirus, fondat în 31 î.Hr. de către Octavian în memoria victorie sale asupra lui Marc Antoniu și Cleopatrei.
Colonia, compusă din o serie de coloniști veniți din multe orașe din țările limitrofe (Ambracia, Anactoriuni, Calydon, Argos Amphilo-chicum, Leucas etc.), s-a dovedit foarte prosperă și orașul a fost considerat capitală a Epirusului de sud și a Acarnaniei, obținând dreptul de a-și trimite cinci reprezantanți în consiliul amficționic.